# 1893年のメジャーリーグベースボール
以下は、メジャーリーグベースボール（MLB）における1893年のできごとを記す。
ナショナルリーグではボストン・ビーンイーターズ(後のブレーブス)が1891年から3年連続6度目の優勝となった。
1892年のメジャーリーグベースボール - 1893年のメジャーリーグベースボール - 1894年のメジャーリーグベースボール

## できごと
ボストン・ビーンイーターズは、1890年にフランク・セレーが監督に就任し、1891年～1893年にリーグ3連覇、1897年～1898年にリーグ2連覇を果たし、この1890年代に5度、19世紀に合計8度のリーグ優勝を誇ったチームである。投手陣はキッド・ニコルズ、ジャック・スティベッツの両エース、打者ではヒュー・ダフィー、トミー・マッカーシーなどのメンバーが揃い、まさに黄金時代であった。
この年はフィラデルフィア・フィリーズのエド・デラハンティ が最多本塁打19本・最多打点46、フィリーズの サム・トンプソン が最多安打222本、そして同じフィリーズのビリー・ハミルトン が打率.380で首位打者となった。投手では最多勝がパイレーツのフランク・キレン で36勝、最多奪三振がジャイアンツの エイモス・ルーシーで208、という結果で優勝したビーンイーターズからはハーマン・ロングの最多得点149のみであった。
- トミー・マッカーシーは、1884年に創設されたユニオン・アソシエーションのボストン・レッズに投手及び外野手として入団したが、十分な成績を残せず、ボストン・ビーンイーターズ、フィラデルフィア・フィリーズを経て、1888年にアメリカン・アソシエーションのセントルイス・ブラウンズに移籍した。ここでようやく外野手としてレギュラーになったマッカーシーは、俊足を生かし、打撃成績も向上して、同年に109盗塁、106得点（93盗塁、107得点とする資料もある）を記録し、得点はこの年以後7年連続で100以上を挙げた。打率は1890年に初めて3割となり (.350) 、マッカーシーは俊足巧打の外野手へと変貌していった。1891年にアメリカン・アソシエーションの消滅に伴ってボストン・ビーンイーターズに移籍し、翌1892年と1893年のボストン・ビーンイーターズのリーグ優勝に貢献した。マッカーシーは外野守備を工夫し、外野フライを捕球すると見せてわざとワンバウンドで取って併殺するプレーなどのトリックプレーで相手走者を翻弄したことでも有名であった。またその快足で1試合6盗塁の記録を持っている。生涯打率.292（.294とする資料もある）と3割に満たないが1946年に殿堂入りした。

### 年俸のカット
この数年で対抗するリーグが相次いで消滅して単独リーグになったにもかかわらず、前年のナショナルリーグの12球団の営業成績は極端に悪かった。2つのリーグとの抗争が続く間に選手の給料が著しく跳ね上がったことがその原因であった。そこで前年のシーズン終了後にオーナーたちはニューヨークに集まり、次年度の1893年に年俸を各自一律に40％引き下げることに決定した。

### 規則の改訂
- 従来の投手ボックスは廃止されて、新しく投手板(12インチ×4インチ)が置かれて、投手は投球完了まで軸足を投手板に触れていなければならない、とする現在に近い形となった。この投手板から本塁までの距離は従来の50フィートから60フィート6インチに拡張した。
- 打者のバットは一部削って平面にしてもいい、と従来は認めていたが、この年からラウンド(丸い)なウッド(木材)のワンピース(一片)でなければならない、と改正された。この時は、長さの制限は無かったが2年後には長さについても制限が加えられた。

## 最終成績

### ナショナルリーグ
| 順 | チーム                       | 勝利 | 敗戦 | 勝率 | G差  |
| -- | ---------------------------- | ---- | ---- | ---- | ---- |
| 1  | ボストン・ビーンイーターズ   | 86   | 43   | .667 | --   |
| 2  | ピッツバーグ・パイレーツ     | 81   | 48   | .628 | 5.0  |
| 3  | クリーブランド・スパイダーズ | 73   | 55   | .570 | 12.5 |
| 4  | フィラデルフィア・フィリーズ | 72   | 57   | .558 | 14.0 |
| 5  | ニューヨーク・ジャイアンツ   | 68   | 64   | .515 | 19.5 |
| 6  | シンシナティ・レッズ         | 65   | 63   | .508 | 20.5 |
| 7  | ブルックリン・グルームズ     | 65   | 63   | .508 | 20.5 |
| 8  | ボルチモア・オリオールズ     | 60   | 70   | .462 | 26.5 |
| 9  | シカゴ・コルツ               | 56   | 71   | .441 | 29.0 |
| 10 | セントルイス・ブラウンズ     | 57   | 75   | .432 | 30.5 |
| 11 | ルイビル・カーネルズ         | 50   | 75   | .400 | 34.0 |
| 12 | ワシントン・セネタース       | 40   | 89   | .310 | 46.0 |

## 個人タイトル

### ナショナルリーグ
| 項目   | 選手                     | 記録 |
| ------ | ------------------------ | ---- |
| 打率   | ビリー・ハミルトン (PHI) | .380 |
| 本塁打 | エド・デラハンティ (PHI) | 19   |
| 打点   | エド・デラハンティ (PHI) | 146  |
| 得点   | ハーマン・ロング (BSN)   | 149  |
| 安打   | サム・トンプソン (PHI)   | 222  |
| 盗塁   | トム・ブラウン (LOU)     | 66   |

| 項目   | 選手                             | 記録  |
| ------ | -------------------------------- | ----- |
| 勝利   | フランク・キレン (PIT)           | 36    |
| 防御率 | テッド・ブレイテンスタイン (STL) | 3.18  |
| 奪三振 | エイモス・ルーシー (NYG)         | 208   |
| 投球回 | エイモス・ルーシー (NYG)         | 482.0 |
| セーブ | トニー・マレーン (BSN/CIN)       | 4     |
| セーブ | マーク・ボールドウィン (PIT/NYG) | 4     |
| セーブ | フランク・ドワイヤー (CIN)       | 4     |
| セーブ | フランク・ドネリー (CHC)         | 4     |
| セーブ | トム・コルコロー (PIT)           | 4     |

## 参考
- 順位表